# Ивлин Уд
Фелдмаршал сър Хенри Ивлин Уд (на английски: Henry Evelyn Wood, на английски фамилията се произнася по-близко до Ууд) е английски военачалник, фелдмаршал.
Награден е с „Кръст Виктория“, най-високото отличие в Британската империя. Главнокомандващ армията на Общността на нациите.